# Jane Harrison
Jane Irwin Harrison (ur. 23 lipca 1804 w Mercersburgu, zm. 11 maja 1846) – pierwsza dama Stanów Zjednoczonych Ameryki jako synowa prezydenta Williama Henry’ego Harrisona.
Jane była żoną syna prezydenta Williama Henry’ego Harrisona Jr. Prezydent powierzył synowej rolę gospodyni Białego Domu do czasu przybycia do Waszyngtonu jego żony, Anny Harrison.
Siostra Jane, Elizabeth Ramsey Irwin (1810-1850), wyszła za mąż (w 1831 w Cincinnati, Ohio) za innego syna Williama Henry’ego Harrisona, Johna Scotta Harrisona (1804-1878) i była matką Benjamina Harrisona, prezydenta USA.